# Antoni Sołtysik
Antoni Sołtysik (ur. 9 września 1933 w Stryszawie, zm. 26 maja 2018 w Krakowie) – polski duchowny katolicki, prałat, dziennikarz, duszpasterz grup młodzieżowych, asystent generalny Katolickiego Stowarzyszenia Młodzieży.

## Życiorys
Urodził się w ubogiej rodzinie jako jedno z ośmiorga dzieci. W 1946 ukończył sześcioletnią  Szkołę Powszechną w Stryszawie, zaś 7 klasę ukończył w Szkole Powszechnej w Suchej Beskidzkiej. Następnie uczęszczał do 4-letniej Wyższej Szkoły Handlowej w Suchej Beskidzkiej, gdzie w 1951 zdał egzamin maturalny. Przez rok uczęszczał do Niższego Seminarium Duchownego, w wieku 20 lat wstąpił do Wyższego Seminarium Duchownego Archidiecezji Krakowskiej. 22 czerwca 1958 został wyświęcony na kapłana.
Początkowo pracował w parafii św. Michała Archanioła w Mszanie Dolnej, następnie w parafii Najświętszego Serca Pana Jezusa w Nowym Targu oraz kościołach w Kętach i Leszczynach w Bielsku-Białej. W 1969 został diecezjalnym duszpasterzem młodzieży, pełnił funkcję do roku 2002. Od 1969 do 1975 pracował jako wikariusz w parafii św. Mikołaja w Krakowie. Następnie został proboszczem parafii Narodzenia Najświętszej Marii Panny w Krakowie-Bieżanowie (1975–1981), doprowadzając do wybudowania budynku kościoła. Od 1975 był redaktorem naczelnym katolickiego pisma dla młodzieży „List do Przyjaciół”. W 1981 powrócił do parafii św. Mikołaja jako proboszcz i pozostał w niej po przejściu na emeryturę w 2008. Należał do Komisji Episkopatu Polski do spraw Duszpasterstwa Młodzieży.
W 1990 przyczynił się do reaktywacji w Polsce i archidiecezji Katolickiego Stowarzyszenia Młodzieży, do którego przed wojną należał jego ojciec. W tym samym roku został jego pierwszym asystentem generalnym oraz diecezjalnym. W 1993 doprowadził do odzyskania ośrodka KSM na zboczach Śnieżnicy. Jednocześnie w 1973 przyczynił się do powstania Grup Apostolskich Ruchu Apostolstwa Młodzieży w archidiecezji krakowskiej, których był duszpasterzem aż do 2001 roku. Był również prezesem zarządu Związku Księży Moderatorów Sodalicji Mariańskich Uczniów Szkół Średnich Archidiecezji Krakowskiej. Był również koordynatorem pielgrzymek na Światowe Dni Młodzieży.
W 1998 został postulatorem procesu beatyfikacyjnego Hanny Chrzanowskiej na szczeblu diecezjalnym. 10 października 1998 oficjalnie złożył w Kurii Metropolitalnej w Krakowie suplex libellus, formalną prośbę postulatora o rozpoczęcie procesu beatyfikacji. W kwietniu 2018 uczestniczył w złożeniu jej szczątków w podziemiach kościoła św. Mikołaja, ze względu na stan zdrowia nie uczestniczył zaś w beatyfikacji, która nastąpiła 28 kwietnia 2018, niespełna miesiąc przed jego śmiercią.
Po przebyciu udaru jego stan zdrowia pogorszył się. W 2008 przeszedł na emeryturę, w tym samym roku odznaczono go też Medalem Świętego Brata Alberta za wspieranie niepełnosprawnych. Zamieszkał w Domu Księży Chorych w Krakowie-Swoszowicach. Zmarł w wieku 84 lat wieczorem 26 maja 2018 po ciężkiej chorobie. Jego pogrzeb odbył się 30 maja, spoczywa w krypcie kościoła św. Mikołaja.
W 2020 Katolickie Stowarzyszenie Młodzieży rozpoczęło coroczne przyznawanie Orderu im. ks. Antoniego Sołtysika, którym uhonorowano Leszka Bodusa, ks. Zbigniewa Kucharskiego, Teresę Moskal, Antoniego Spyrę i Elżbietę Szklarczyk, a w 2021 - Piotra Mazurka, Renatę Hasiuk i ks. Stanisława Chodźko.